# Croton sancti-lazari
Croton sancti-lazari är en törelväxtart som beskrevs av Léon Camille Marius Croizat. Croton sancti-lazari ingår i släktet Croton och familjen törelväxter. Inga underarter finns listade i Catalogue of Life.